# قرار مجلس الأمن التابع للأمم المتحدة رقم 1706
قرار مجلس الأمن التابع للأمم المتحدة رقم 1706، الصادر في 31 أغسطس 2006، بعد الإشارة إلى القرارات السابقة بشأن الوضع في السودان، بما في ذلك القرارات 1556 (2004) و1564 (2005) و1574 (2004) و1590 (2004) و1591 (2005) و1593 (2004) و1663 (2006) و1665 (2006) و1679 (2006)، وسع المجلس ولاية بعثة الأمم المتحدة في السودان (UNMIS) لتشمل الانتشار في دارفور لإنفاذ اتفاقية سلام دارفور.
ورفض السودان بشدة القرار، ورفض المشاركة في جلسة مجلس الأمن. تم تبني القرار رقم 1706 بأغلبية 12 صوتًا مقابل لا شيء ضده، وامتناع ثلاثة عن التصويت هم الصين وقطر وروسيا. قال الثلاثة إنهم رغم أنهم أيدوا محتويات القرار، إلا أنه لم يحظ بموافقة السودان. وبالنظر إلى أن النشر كان يعتمد على موافقة الحكومة السودانية، فإن القرار يمثل المرة الأولى التي يتم فيها تفويض بعثة حفظ سلام تابعة للأمم المتحدة لكنها فشلت في الانتشار. كما أنه أول نزاع مسلح احتج فيه مجلس الأمن بقرار «المسؤولية عن الحماية». في 31 يوليو 2007، أذن اعتماد القرار 1769 أخيرًا ببعثة حفظ سلام في دارفور.

## القرار

### أعمال
تم توسيع ولاية بعثة الأمم المتحدة في السودان لتشمل الانتشار في دارفور، بموافقة الحكومة السودانية. وفي الوقت نفسه، تقرر زيادة عدد ما يصل إلى 17300 فرد عسكري و3300 فرد شرطة و16 وحدة شرطة؛ ويمكن نشر تعزيزات مؤقتة بناء على طلب الأمين العام. وطُلب من كوفي عنان أن يضع خطة لانتقال الاتحاد الأفريقي إلى قوة حفظ السلام التابعة للأمم المتحدة مع الانتشار المبكر بحلول 1 أكتوبر 2006. كما طُلب منه تعزيز بعثة الاتحاد الأفريقي في السودان من خلال موارد الأمم المتحدة.
وفي معرض معالجة ولاية بعثة الأمم المتحدة في دارفور، قرر المجلس أن تعمل على تنفيذ اتفاق سلام دارفور. كانت مسؤولياتها مراقبة وقف إطلاق النار وتحركات الجماعات المسلحة، والتحقيق في انتهاكات الاتفاقات، والمشاركة في برامج التسريح وإعادة الإدماج للمقاتلين السابقين، والحفاظ على وجود في مخيمات المشردين داخليا، وحماية حقوق الإنسان، والمساعدة في تنظيم استفتاءات مقترحة وتعزيز عملية السلام.
وأخيرا، أذن القرار لبعثة الأمم المتحدة في السودان، بموجب الفصل السابع من ميثاق الأمم المتحدة، باستخدام «جميع الوسائل اللازمة» لحماية المدنيين وموظفي الأمم المتحدة والعاملين في المجال الإنساني وضبط الأسلحة. وحُثت الأطراف في الاتفاقات على تنفيذها بالكامل، وتوجيه الأمين العام للإبلاغ عن التقدم المحرز، بما في ذلك حالة اللاجئين.